# Magnus Moan
Magnus Hovdal Moan, né le 26 août 1983 à Lillehammer, est un coureur norvégien du combiné nordique. Il a obtenu quatre médailles olympiques, dont trois en individuel ainsi qu'un titre par équipes en 2014. Dans son palmarès figure également douze médailles mondiales dont un titre par équipes et deux médailles d'argent en individuel. Avec 25 victoires en Coupe du monde, il fait partie des athlètes les plus victorieux.

## Biographie
Né à Lillehammer, il a ensuite déménagé à Trondheim où il s'entraîne au Byåsen IL. Lorsqu'il ne se trouve pas à l'entraînement ou en compétition, il travaille pour Doka Norge, une entreprise de construction et d'ingénierie.
Il participe à ses premières courses internationales à la fin de l'année 2001, obtient une médaille de bronze par équipes aux Championnats du monde junior 2002 et remporte en 2003 la Coupe du monde B. Durant cet hiver, il a également fait ses débuts en Coupe du monde. 
En 2003-2004, il atteint pour la première fois le top 10 à Trondheim (5e) puis gagne le 2 janvier 2004 un sprint à Reit im Winkl. En 2005, Magnus Moan prend part à ses premiers Championnats du monde à Oberstdorf où il décroche son premier titre avec Petter Tande, Håvard Klemetsen et Kristian Hammer lors de l'épreuve par équipes, ainsi qu'une médaille d'argent en sprint. Le mois suivant, il s'impose devant son public à Holmenkollen.
En 2006, lors des Jeux olympiques de Turin, Il prend la médaille de bronze du Gundersen 15 km après avoir battu son compatriote Petter Tande d'un dixième seulement. Dix jours plus tard, il devient vice-champion olympique de sprint derrière Felix Gottwald.
Déjà parmi les meilleurs mondiaux depuis trois ans, il se classe deuxième de la Coupe du monde derrière Hannu Manninen, avec des victoires au sprint de Ramsau et à la Gundersen à Lahti.
Aux Championnats du monde 2007 à Sapporo, Magnus Moan s'incline devant Manninen de trois dixièmes de seconde sur le sprint pour le titre, pour gagner la médaille d'argent. Il est en bronze à l'épreuve par équipes. Dans la Coupe du monde, il est troisième du classement général et signe deux succès individuels à Lillehammer, sa ville natale et Ramsau.
Durant la saison 2008-2009, il gagne sept manches de Coupe du monde et finit à la deuxième place du classement final dominé par Anssi Koivuranta.
Lors de la saison 2009-2010, il doit attendre Chaux-Neuve, où il réalise le doublé pour goûter à la victoire, avant de terminer seulement neuvième au mieux en individuel aux Jeux olympiques de Vancouver. Sur la course suivante de Coupe du monde, il s'impose à Lahti, ce qui le conduit à la troisième place du classement général, soit la quatrième fois dans le top trois.
En 2011, sa saison est plus contrastée, ne figurant sur le podium qu'à Seefeld, où il décroche une victoire. Aux Championnats du monde à Oslo, il est double médaillé de bronze par équipes. 
Moan retrouve le devant de la scène en ouverture de Coupe du monde 2012-2013, où il bat la concurrence deux fois à Lillehammer (dont une sur le nouveau format Penalty Race), peu avant de gagner à Ramsau sa 21e manche individuelle de sa carrière.
En 2014, alors avec une victoire à son actif à Schonach cet hiver, il est de nouveau médaillé aux Jeux olympiques à Sotchi, remportant l'argent derrière son compatriote Jørgen Graabak en Gundersen grand tremplin puis l'or à la compétition par équipes avec Graabak, Magnus Krog et Håvard Klemetsen. En fin de saison, il est récompensé par la médaille Holmenkollen, célèbre distinction du ski nordique.
En 2015 et 2017, Moan ajoute quatre médailles par équipes à sa collection pour porte son nombre de podium aux Championnats du monde à onze : argent et bronze en 2015 et deux en argent en 2017. En 2015, il est aussi quatrième au Gundersen grand tremplin. Dans la Coupe du monde, il deux fois victorieux cet hiver à Chaux-Neuve et Trondheim. Finalement, Moan signe son dernier succès en décembre 2015 à Ramsau (son 25e) et son dernier podium individuel en janvier 2017 à Val di Fiemme.
Lors de l'été 2017, il réalise une préparation qu'il juge très bonne notamment avec deux victoires sur le grand prix d'été. L'hiver suivant est plus compliqué. Sélectionné pour les jeux olympiques, il finit par renoncer ce qui complique les relations entre le staff norvégien et l'athlète. En coupe du monde, il porte le dossard de meilleur skieur une course, signe un podium par équipes avec Jørgen Graabak et il permet à la Norvège de remporter le classement général de la coupe des nations. Cependant, il n'est pas inclus dans l'équipe norvégienne pour l'été et l'automne 2018.
Il met un terme à sa carrière à la fin de la saison 2018-2019, lors de l’épreuve d’Oslo de la Coupe du monde, au terme de laquelle il est ovationné tant par le public que par ses coéquipiers. Il travaille depuis pour la fédération norvégienne de ski, au département du marketing, chargé de la recherche de sponsors pour le combiné, avec une attention particulière pour l’équipe féminine. En 2021, il participe à la saison 17 de Danse avec les Stars (en).

## Caractéristiques sportives
Le Norvégien, grâce à ses qualités de fondeur, a réalisé diverses remontées après un saut à ski moyen, comme le témoigne sa victoire à Chaux-Neuve en janvier 2009 où il a surmonté un handicap de deux minutes pour finalement remporter la course. Et le 18 décembre 2009, lors de l'épreuve de Ramsau am Dachstein, il a dépassé quarante skieurs, passant de la quarante-troisième à la troisième position à l'arrivée.

## Palmarès

### Jeux olympiques
En 2018, il est sélectionné pour les jeux olympiques,. Malade, il souhaite disposer d'un programme personnalisé pour se préparer pour l'échéance olympique ce qui lui est refusé. Par conséquent, il décide de renoncer à la compétition et il est remplacé par Magnus Krog.
| Épreuve / Édition | Individuel     | Individuel            | Par équipes Grand tremplin |
| Épreuve / Édition | Petit tremplin | Sprint Grand tremplin | Par équipes Grand tremplin |
| JO 2006 Turin     | Bronze         | Argent                | -                          |
| Épreuve / Édition | Individuel     | Individuel            | Par équipes Grand tremplin |
| Épreuve / Édition | Petit tremplin | Grand tremplin        | Par équipes Grand tremplin |
| JO 2010 Vancouver | 9e             | 15e                   | 5e                         |
| JO 2014 Sotchi    | 5e             | Argent                | Or                         |

### Championnats du monde
| Épreuve / Édition           | Individuel     | Individuel            | Par équipes Grand tremplin | Par équipes Grand tremplin |
| Épreuve / Édition           | Petit tremplin | Sprint Grand tremplin | Par équipes Grand tremplin | Par équipes Grand tremplin |
| Mondiaux 2005 Oberstdorf    | 4e             | Argent                | Or                         | Or                         |
| Mondiaux 2007 Sapporo       | 10e            | Argent                | Bronze                     | Bronze                     |
| Épreuve / Édition           | Individuel     | Individuel            | Individuel                 | Par équipes Relais         |
| Épreuve / Édition           | Petit tremplin | Grand tremplin        | Départ en ligne            | Par équipes Relais         |
| Mondiaux 2009 Liberec       | 17e            | 5e                    | 28e                        | Bronze                     |
| Épreuve / Édition           | Individuel     | Individuel            | Par équipes                | Par équipes                |
| Épreuve / Édition           | Petit tremplin | Grand tremplin        | Petit tremplin Relais      | Grand tremplin Relais      |
| Mondiaux 2011 Oslo          | 14e            | Abandon               | Bronze                     | Bronze                     |
| Épreuve / Édition           | Individuel     | Individuel            | Par équipes                | Par équipes                |
| Épreuve / Édition           | Petit tremplin | Grand tremplin        | Grand tremplin Sprint      | Petit tremplin Relais      |
| Mondiaux 2013 Val di Fiemme | 17e            | 8e                    | 5e                         | Argent                     |
| Mondiaux 2015 Falun         | 26e            | 4e                    | Bronze                     | Argent                     |
| Mondiaux 2017 Lahti         | -              | 13e                   | Argent                     | Argent                     |

### Coupe du monde
- Meilleur classement général : 2e en 2006 et 2009.
- Deuxième du classement du sprint en 2006 et 2007.
- 65 podiums : 
  - 52 podiums individuels, dont 25 victoires.
  - 13 podiums par équipes dont 7 victoires.

#### Différents classements en Coupe du monde
| Année     | Classement général final |
| 2002-2003 | 41e                      |
| 2003-2004 | 8e                       |
| 2004-2005 | 5e                       |
| 2005-2006 | 2e                       |
| 2006-2007 | 3e                       |
| 2007-2008 | 9e                       |
| 2008-2009 | 2e                       |
| 2009-2010 | 3e                       |
| 2010-2011 | 12e                      |
| 2011-2012 | 12e                      |
| 2012-2013 | 5e                       |
| 2013-2014 | 4e                       |
| 2014-2015 | 8e                       |
| 2015-2016 | 15e                      |
| 2016-2017 | 26e                      |
| 2017-2018 | 30e                      |
| 2018-2019 | 34e                      |

#### Détail des victoires individuelles
| Édition   | Épreuve                                   |
| --------- | ----------------------------------------- |
| 2003-2004 | Reit im Winkl (Sprint – K90 / 7,5 km)     |
| 2004-2005 | Oslo (Gundersen – HS128 / 15 km)          |
| 2005+2006 | Lahti (Gundersen - HS130 / 15 km)         |
| 2005+2006 | Ramsau (Sprint – HS100 / 7,5 km)          |
| 2006-2007 | Lillehammer (Gundersen – HS138 / 15 km)   |
| 2006-2007 | Ramsau (Gundersen – HS98 / 7,5 km)        |
| 2007-2008 | Oberhof (Gundersen – HS140 / 15 km).      |
| 2008-2009 | Lahti (Gundersen – HS130 / 10 km)         |
| 2008-2009 | Seefeld (Gundersen – HS109 / 10 km)       |
| 2008-2009 | Chaux-Neuve (Gundersen – HS100 / 10 km)   |
| 2008-2009 | Whistler (Gundersen – HS140 / 10 km)      |
| 2008-2009 | Val di Fiemme (Gundersen – HS134 / 10 km) |
| 2008-2009 | Oberhof (Gundersen – HS140 / 10 km)       |
| 2008-2009 | Trondheim (Gundersen – HS140 / 10 km)     |
| 2009-2010 | Lahti (Gundersen – HS130 / 10 km)         |
| 2009-2010 | Chaux-Neuve (Gundersen – HS100 / 10 km)   |
| 2009-2010 | Chaux-Neuve (Gundersen – HS100 / 10 km)   |
| 2010-2011 | Seefeld (Gundersen – HS109 / 10 km)       |
| 2012-2013 | Lillehammer (Gundersen – HS100 / 10 km)   |
| 2012-2013 | Lillehammer (Penalty race)                |
| 2012-2013 | Ramsau (Gundersen – HS98 / 10 km).        |
| 2013-2014 | Schonach (Gundersen – HS106 / 10 km)      |
| 2014-2015 | Chaux-Neuve (Gundersen – HS118 / 10 km)   |
| 2014-2015 | Trondheim (Gundersen – HS140 / 10 km)     |
| 2015-2016 | Ramsau (Gundersen – HS98 / 10 km)         |

### Championnats du monde juniors
- Médaille d'argent à la mass-start par équipes en 2003.
- Médaille de bronze à la mass-start par équipes en 2002.